# Black and White (periodico)
Black and White: A Weekly Illustrated Record and Review è stato un periodico settimanale inglese illustrato, fondato nel 1891 da Charles Norris Williamson. Nel 1912 è stato incorporato nella rivista The Sphere.

## Storia

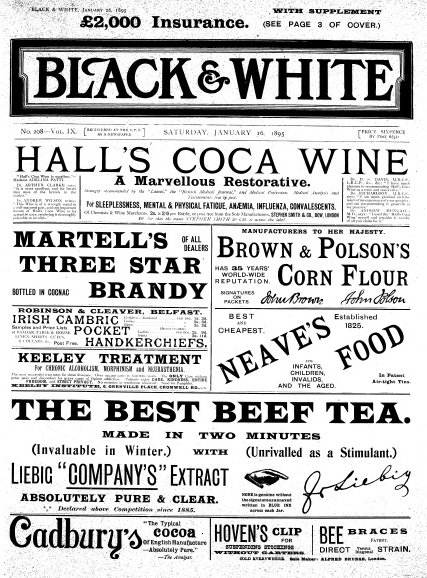
Prima pagina del 25 gennaio 1895, Black & White

Nel suo primo anno Black and White pubblica il breve racconto di Arthur Conan Doyle Un disperso del 1815 (A straggler of '15), mantenendo autori di rilievo anche nelle sue pubblicazioni a seguire, come la pubblicazione periodica delle lettere Mari del Sud (In The South Seas) di Robert Louis Stevenson indirizzate come promesso all'amico McClure e dal 1891 pubblicate su diversi periodici, tra i quali il Black and White.

Nel corso della sua breve storia, la rivista ha modo di pubblicare opere di altri scrittori nascenti, come Henry James, Bram Stoker, H. G. Wells, Robert Barr, Alfred Edward Woodley Mason, Jerome K. Jerome e E. Nesbit.

Altri scrittori pubblicarono le proprie opere sulla rivista, tra questi Samuel Bensusan (1872-1958), Philip Howard Colomb, Nora Hopper, Henry Dawson Lowry (1869-1906), Robert Wilson Lynd e Barry Pain. In campo artistico invece il periodico pubblicò anche opere di Harry Furniss, Mortimer Menpes, Richard Caton Woodville, e fotografie di Horace Nicholls.

## Editori
Oswald Crawfurd (1834-1909) è stato un direttore di Black and White. Eden Philpotts lavorò come assistente redattore ad orario ridotto nei primi anni del 1890, mentre Arturo Mee lavorò come un redattore alla fine del 1890.
La Biblioteca britannica possiede tutte le stampe del periodico.
- Charles N. Williamson: 1891 – 1892?
- Oswald Crawfurd:  1892? – 1895
- James Nicol Dunn: 1895 – 1897
- W.D. Ross:   1897 – 1900
- Arthur Mee:  1901 – 1903
- J.M. Gibbon:  1903 – 1905
- Spencer Arnold:  1906 – 1912